# El mig amic
El mig amic és una cançó de Peret que es publicà el 1968, juntament amb Pensant en tu, en forma de senzill amb dues cançons (concretament, era un EP de 45 rpm). Escrita i composta per Peret, és una de les rumbes catalanes més recordades de l'autor i, tot i no ser una cançó de cantautor a l'ús, fou qualificada per Manuel Vázquez Montalbán com a «la millor cançó de la Nova Cançó catalana». La lletra fa referència al seu pare, venedor ambulant als mercats de la rodalia de Vic, on era conegut pels seus clients com al "mig amic" per l'habilitat que tenia a l'hora d'ensarronar-los.
El 1969, mentre participava com a artista convidat al programa de TVE Las galas del Sábado, presentat per Laura Valenzuela i Joaquín Prat, Peret va encetar la seva actuació amb aquesta cançó, un fet no gens habitual a l'època. Peret interpreta també la cançó a la pel·lícula de Ramon Torrado Amor a todo gas (1969). El 19 de novembre de 1974, TVE va dedicar el seu programa setmanal A su aire a Peret, emetent un concert que el català va oferir als seus veïns al Cinema Padró del carrer de la cera, al Portal de Barcelona. En un moment de l'actuació, Peret va explicar el contingut de la cançó als teleespectadors i l'hi va dedicar al seu pare, present entre el públic. Enregistrada per Antoni Chic, aquesta gravació està inclosa al DVD que acompanya el disc de Peret De los cobardes nunca se ha escrito nada (Universal, 2009).
Al llarg dels anys, diversos autors tragueren noves versions del tema, entre ells el mateix Peret, qui el gravà acompanyat de Dusminguet al disc King of the Rumba (Virgin-Chewaka, 2000), i Joan Manuel Serrat i Joaquín Sabina, els quals l'enregistraren al disc Dos pájaros de un tiro (Sony-BMG, 2008).